# Kiss of Rose Princess - Il bacio della rosa
(Anis)
Kiss of Rose Princess - Il bacio della rosa (薔薇嬢のキス?, Bara jō no kisu) è un manga scritto e disegnato da Aya Shōoto, serializzato in Giappone dal 22 aprile 2009 sulla rivista Monthly Asuka.

## Trama
Anis Yamamoto custodisce gelosamente una collana con un ciondolo a forma di rosa che le ha regalato il padre. Il giorno in cui suo padre le consegnò la collana le chiese di promettergli di non toglierlo mai, pena una terribile punizione: "Questo girocollo non devi perderlo ne toglierlo mai. Si tratta di un preziosissimo talismano che ti proteggerà. Se dovessi separartene su di te si abbatterebbe una terribile punizione." Anis mantiene la promessa per anni, anche perché le poche volte che ha cercato di togliersi il girocollo, ha fallito. Un giorno mentre è in compagnia di un suo compagno di scuola, Kaede Higa, viene colpita da uno strano pipistrello nero e il girocollo svanisce misteriosamente. Durante le ricerche del girocollo scoprirà di essere una Dominion legata con un patto, chiamato Rosette, ai Cavalieri della Rosa, detti Rhodo Knight: Kaede Higa, Mutsuki Kurama, Mitsuru Tenjou e Seiran Asagi. Grazie a delle carte che le vengono consegnate da Ninufa, il pipistrello nero che in realtà è il Guardiano delle Carte, è in grado di evocare i quattro cavalieri, suoi servitori.

### La falsa dominatrice
Nel corso della storia appare una falsa dominatrice, dotata anch'essa di carte del rosette, ma nel suo caso le sue rose sono state create artificialmente e sono: la Rosa Viola, la Rosa Argentea, la Rosa Dorata e la Rosa Cinerea.

## Personaggi principali
Anis Yamamoto (八麻本アニス?)
È la Dominion (Dominatrice), colei a cui sono state affidate le carte e ha il potere di evocare i quattro Cavalieri della Rosa. È il suo sangue ad alimentare i poteri dei Rhodo Knight, che può evocare baciando delle carte dello stesso colore della loro rosa, consegnatele dal pipistrello Ninufa.
Kaede Higa (緋賀楓?)
È il Cavaliere della Rosa Rossa, la sua specialità è l'attacco. Ha, inizialmente, un rapporto conflittuale con Anis, ma stringerà un solido rapporto con lei.
Mutsuki Kurama (蔵間無月?)
È il Cavaliere della Rosa Nera, la sua specialità è la ricerca. Non è umano, ma l'ultimo discendente dei darkstalker, ovvero creature della notte semi immortali, i quali, per la loro figura, hanno ispirato le leggende sui vampiri. Rifiuta la figura di Anis, non la riconosce infatti come sua Dominion. È in grado di volare, indipendentemente dalla presenza della Dominion.
Mitsuru Tenjou (天上光琉?)
È il Cavaliere della Rosa Bianca, la sua specialità è la difesa e la guarigione. È il presidente del comitato studentesco, ammirato sia dai ragazzi che dalle ragazze per la sua bellezza. Accetta immediatamente Anis come Dominion, sembra essere molto devoto alla ragazza e sembra esserne innamorato.
Seiran Asagi (浅木晴嵐?)
È il Cavaliere della Rosa Blu, la sua specialità è l'alchimia. È un ragazzo molto gracile e dalla salute cagionevole, il suo aspetto viene paragonato da alcuni personaggi a quello di una ragazza. Accetta fin dall'inizio, come Tenjou, la Dominion e cerca in ogni modo di farsi accettare dagli altri Rhodo Knight.